# 韓國陸軍

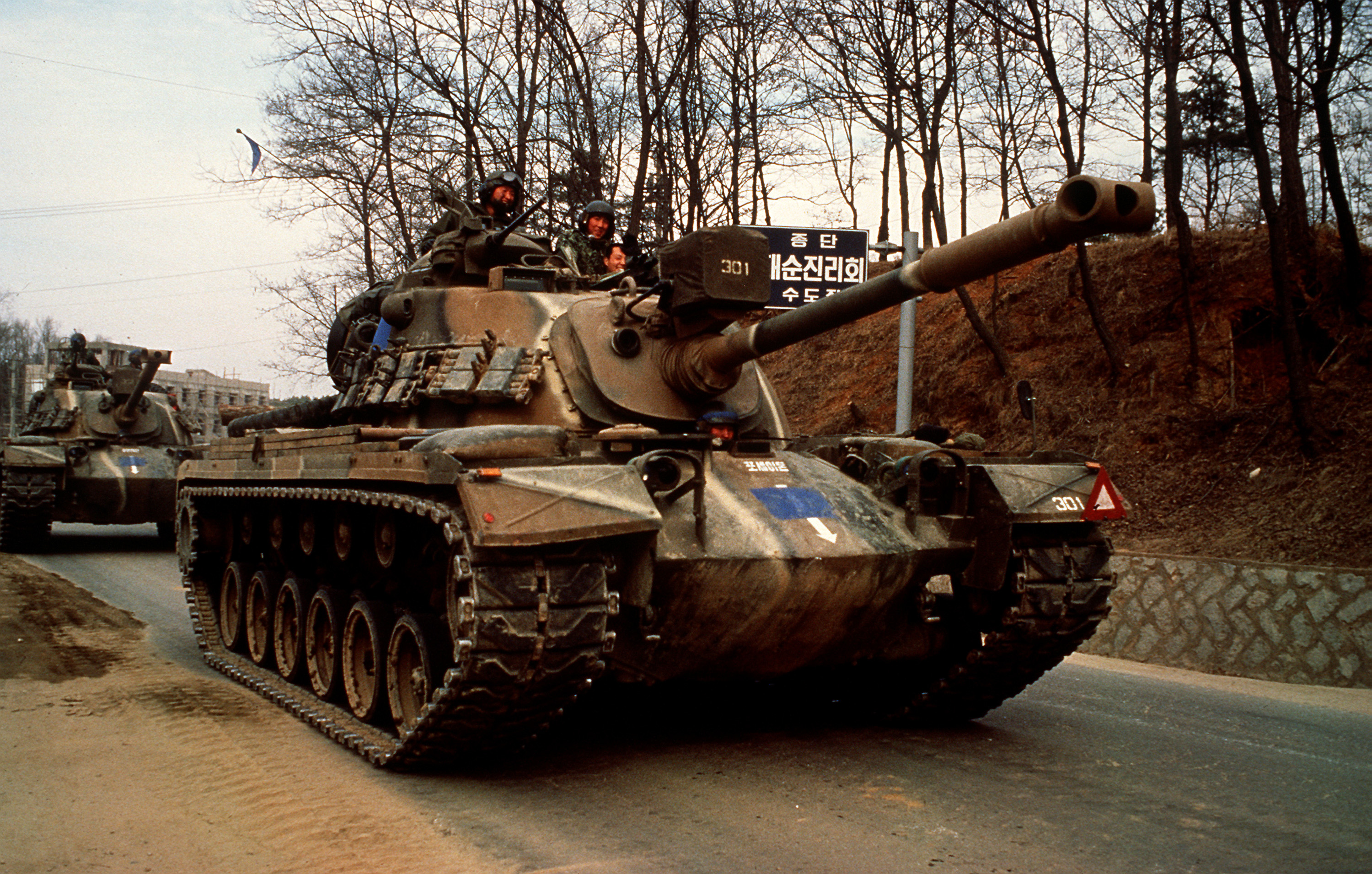
M48巴頓戰車

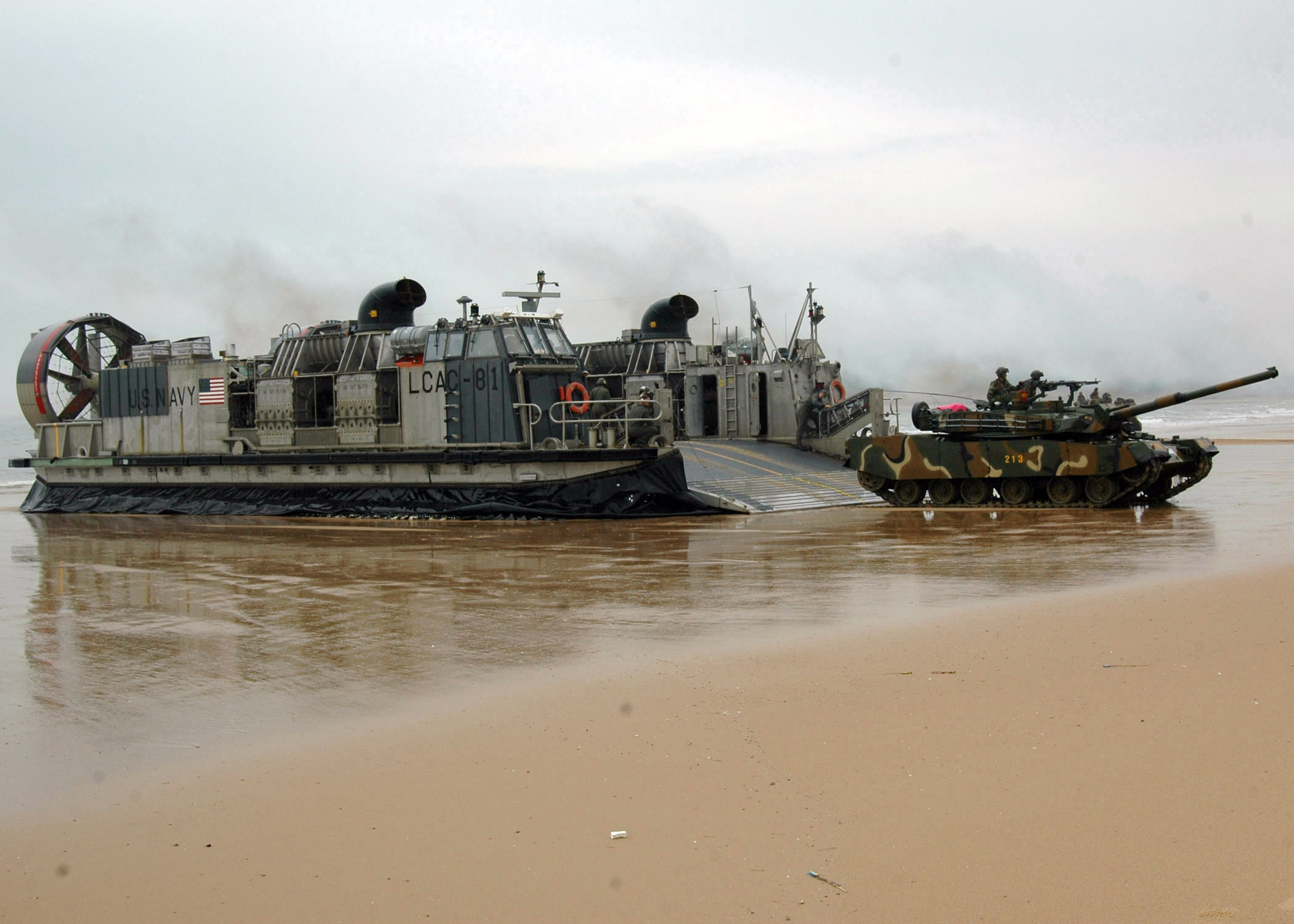
韓國K1主戰坦克從LCAC上登陸

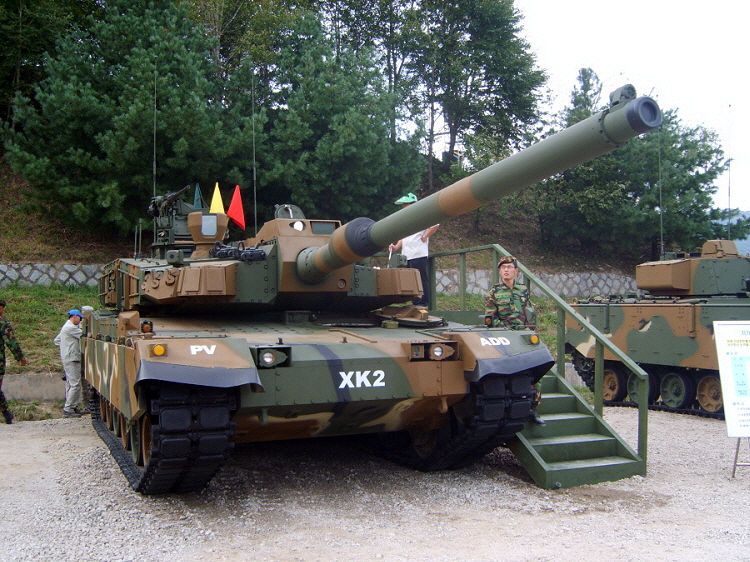
國科所自主研發的K2主戰坦克

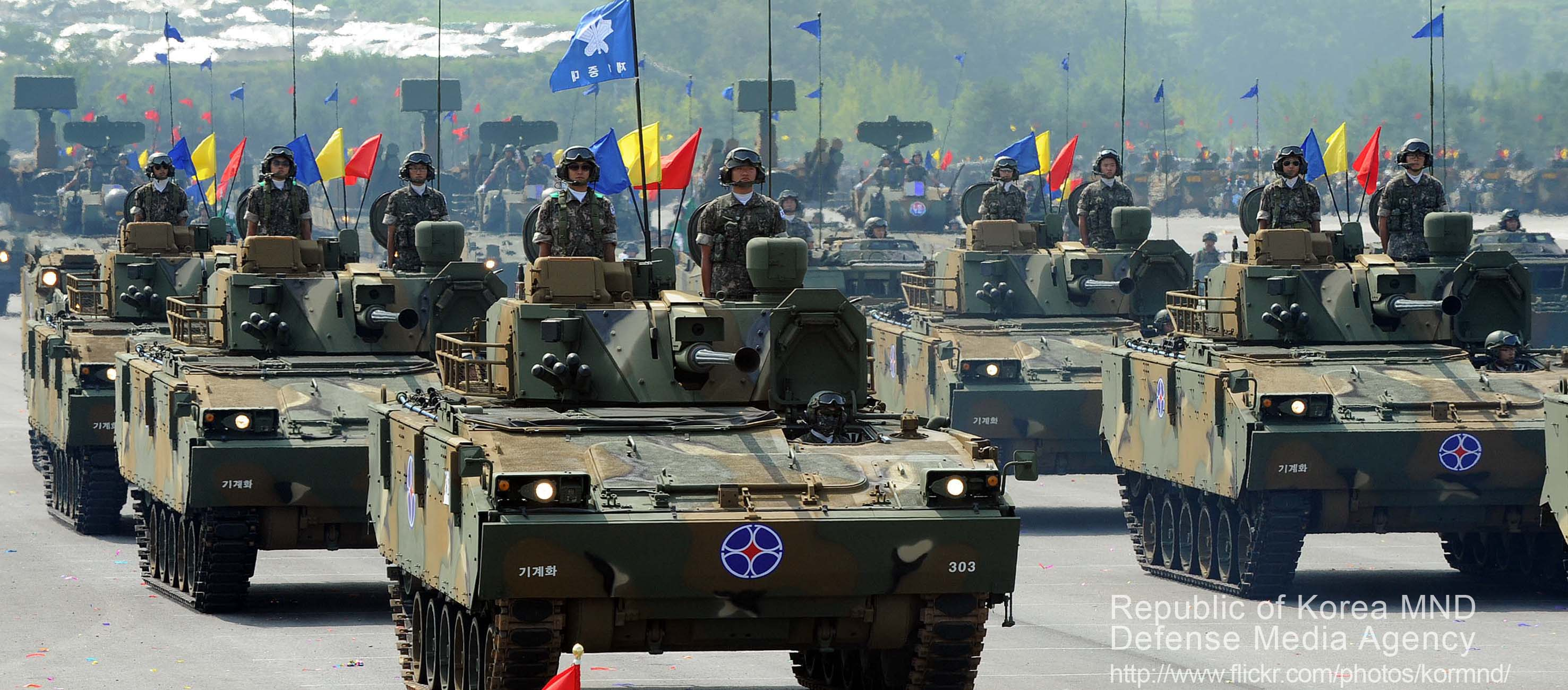
K21步兵戰車

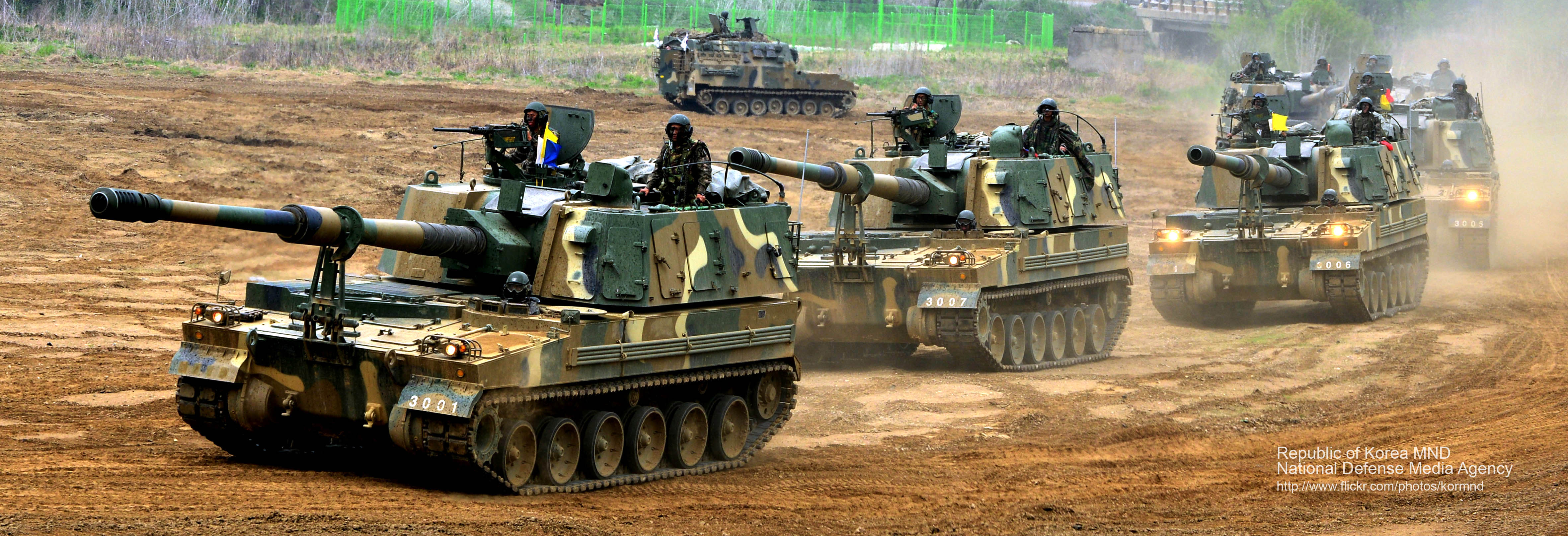
K9自走砲

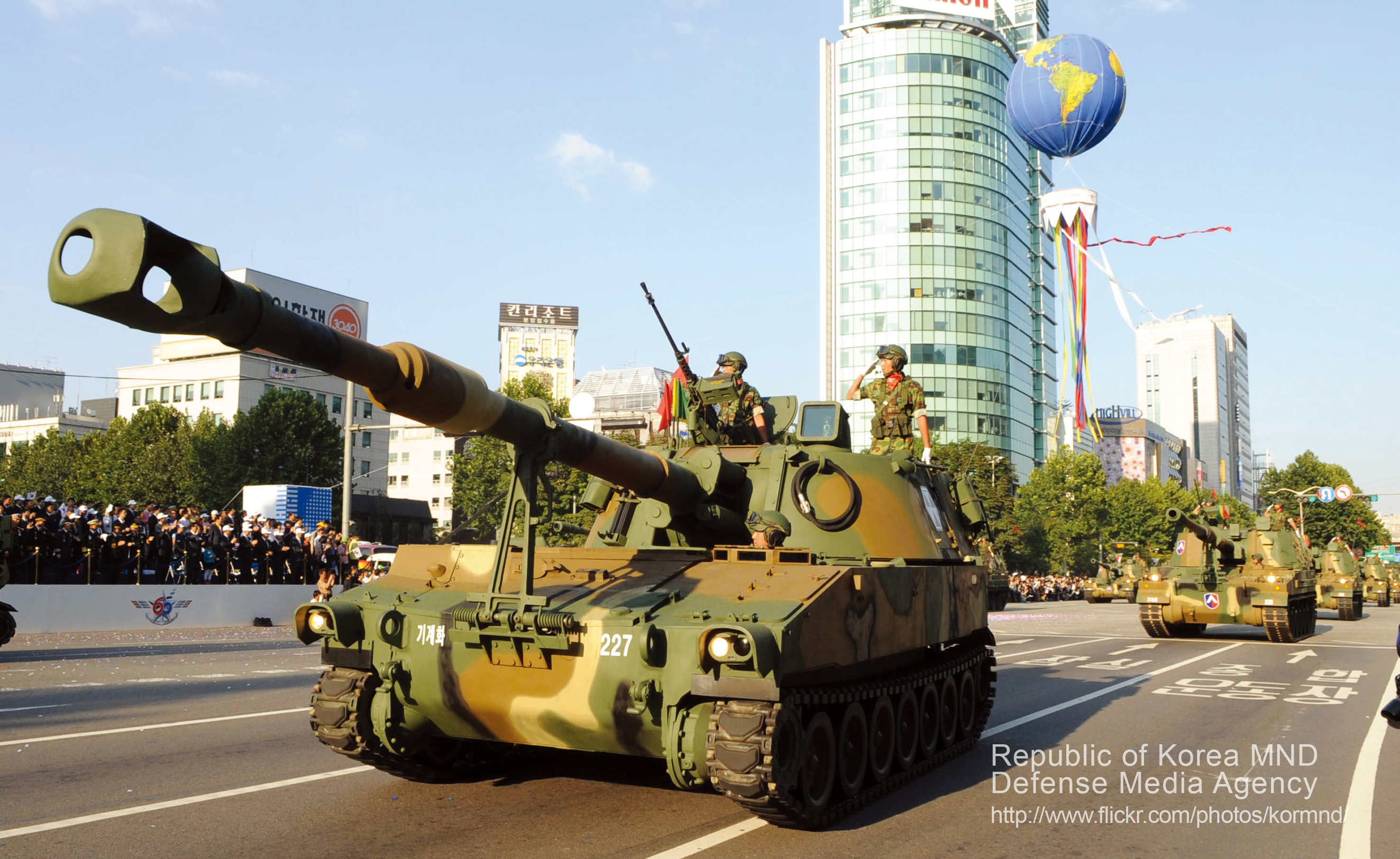
K55自走砲

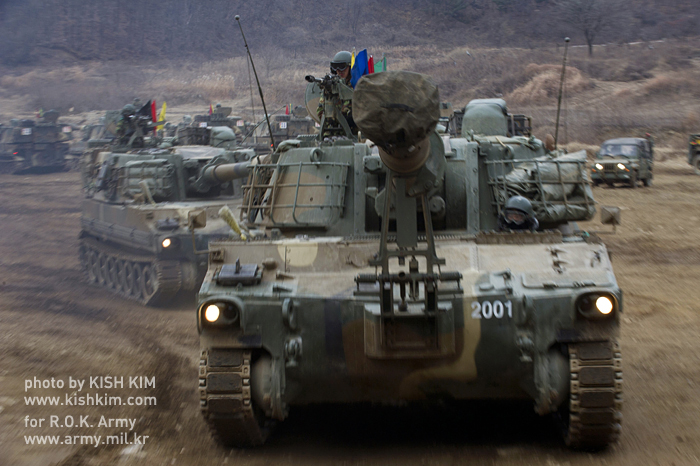
K55A1自走砲

大韓民國陸軍（韩语：／），通稱為韓國陸軍（韩语：／ Hanguk Yukgun），為韓國國軍的陆军，也是三軍中規模最大者。
韓國陸軍是在1948年9月5日，由其前身「南朝鮮國防警備隊」（：／）改編而成。

## 概述
陸軍是韓國三軍中規模最大者，在1948年9月5日由其前身「南朝鮮國防警備隊」（成立於1946年1月15日，美國軍政廳統治期間）改編而成。2024年時兵力總數為36.5萬人，其中14萬為義務役士兵，另預備軍中亦有310萬名後備軍人。由於朝鲜陸軍在非軍事區沿線採攻勢部署，因此三分之二以上的韓國陸軍部隊部署於前緣陣地，並維持相當高的戰備程度。

## 組織架構
韩国陆军本部设在忠清南道雞龍臺。在部隊構成方面，目前分成3個野戰軍（集團軍／軍團），分別為第一野戰軍、第二作戰司令部（前身為第二野戰軍）、第三野戰軍；第三野戰軍担负南北韓非軍事區西部京畿道以及首爾外围的防御任务，司令部设在京畿道的龙仁基地；第一野戰軍负责防卫非军事区东部的江原道，司令部位于原州基地，下属作战部队分散部署在以山地地形为主的江原道；实力相对较弱的第二司令部作为战略预备队，担负南方庆尚南北道、忠清南北道和全羅南北道等6个道的防务，司令部设在大邱廣域市。整個陸軍共擁有11個軍、39個師和19個旅，4,850輛戰車／裝甲車、10,774件砲兵武器、7,032枚各式飛彈與13,000件步兵支援武器。
根據1998年發表的《國防改革研究案》等其他規模精簡計畫，沿着停战线布防的第一野戰軍和第三野戰軍，将於2014年合并为“第一作战司令部”；而负责后方防务的第二野战军，已於2007年10月31日改组为“第二作战司令部”。
目前陸軍首都防衛司令部负责首爾及仁川登陆场的防务任务，下辖鄉土防衛师及防空旅等部隊。陸軍特戰司令部負責指揮特種部隊，设在京畿道城南基地，下辖7个空降旅和3个独立特战营。

### 編
| 中文           | 韓文          | 朝鮮漢字 | 英文 |
| -------------- | ------------- | -------- | ---- |
| 野戰軍／集團軍 | 軍團          |          |      |
| 軍             | 军 (编制单位) |          |      |
| 師             | 사단          |          |      |
| 旅             | 旅            |          |      |
| 團             | 연대          |          |      |
| 營             | 营            |          |      |
| 連             | 连            |          |      |
| 排             | 소대          |          |      |
| 班             | 班 (軍事)     |          |      |

### 各級單位
陸軍本部（대한민국 육군본부）
- 導彈司令部「無極部隊」
- 航空作戰司令部「鳳凰部隊」

- 首都防衛司令部「盾牌部隊」
- 陆军特战司令部「獅子部隊」
- 陸軍動員戰力司令部(）
- 陸軍軍需司令部「七星臺」（朝鲜语：대한민국 육군군수사령부）
- 陸軍教育司令部（朝鲜语：대한민국 육군교육사령부）
- 陆军士官学校（육군사관학교）
- 陸軍三士官學校（朝鲜语：육군3사관학교）

陆军地上作战司令部
- 原第一野戰軍

- 第2軍（제2군단）
- 第3軍
- 第8軍

- 原第三野戰軍

- 首都軍
- 第1軍
- 第5軍
- 第6軍
- 第7機動軍

陆军第二作战司令部（原第二野战军）（육군제2작전사령부）
- 第31（朝鲜语：대한민국 31향토보병사단）、32（朝鲜语：대한민국 32향토보병사단）、35（朝鲜语：대한민국 35향토보병사단）、37（朝鲜语：대한민국 37향토보병사단）、39（朝鲜语：대한민국 39향토보병사단）、50（朝鲜语：대한민국 50향토보병사단）、53鄉土步兵師（朝鲜语：대한민국 53향토보병사단）

## 主要裝備

### 單兵武器

#### 手槍
- K5
- M1911A1
- S&W M10（裝備軍官）
- 柯特警探特裝型（裝備軍官）
- 貝瑞塔92F（僅裝備第707特殊任務團）
- IWI耶利哥941（僅裝備憲兵特別任務隊和第707特殊任務團）
- SIG P226R（僅裝備第707特殊任務團）
- 格洛克17（僅裝備第707特殊任務團）
- 格洛克19（僅裝備第707特殊任務團）

#### 霰彈槍
- 雷明登870（僅裝備特種部隊）
- Kel-Tec KSG
- UTAS UTS-15
- 伯奈利M4 Super 90（僅裝備第707特殊任務團）

#### 衝鋒槍
- K7（僅裝備特種部隊）
- HK MP5A5（僅裝備第707特殊任務團）
- B&T MP9（僅裝備第707特殊任務團）
- B&T APC9（僅裝備第707特殊任務團）
- IWI X95 SMG（僅裝備憲兵特別任務隊）
- PPSh-41（僅裝備假想敵部隊）

#### 突擊步槍
- K2
- K2C1
- K1A（被韓國軍隊定義為“衝鋒槍”）
- K13
- ／ M16A1（僅裝備預備役部隊）
- FN SCAR L CQC（僅裝備第707特殊任務團）
- KAC SR-16（僅裝備第707特殊任務團）
- KAC KS3（僅裝備第707特殊任務團）
- Noveske N4（僅裝備第707特殊任務團）
- AK及衍生型（僅裝備假想敵部隊）

#### 戰鬥步槍
- M1加蘭德（儀仗用途）

#### 狙擊步槍
- K14
- 精密國際AWM（僅裝備特種部隊）
- 巴雷特MRAD（僅裝備特種部隊）
- M110 SASS（僅裝備特種部隊）
- HK G28（僅裝備第707特殊任務團）
- Daniel Defense DD5V4（僅裝備第707特殊任務團）
- 精密國際AW50（僅裝備第707特殊任務團）
- 巴雷特M107CQ

#### 機槍
- K3
- K16
- ／ M60
- K6
- NSVT

#### 榴彈發射器
- K201
- M203
- GP-25
- K4

#### 手榴彈
- K400
- K413

#### 反裝甲武器
- M72 LAW
- KM67
- KM40A2
- 鐵拳三型

### 單兵裝備

#### 軍服
- 花崗岩-B樣式迷彩服
- ROKPAT／Doksan（特戰）樣式迷彩服（僅裝備大韓民國陸軍特戰司令部）
- Men in Forces TYR作戰服（ROKPAT樣式；僅裝備第707特殊任務團）
- Crye Precision G3／G4作戰服（黑色、Multicam及Multicam Black樣式；僅裝備憲兵特別任務隊及第707特殊任務團）

#### 防彈背心
- 1式護甲（裝備戰鬥支援單位）
- 2式攜板背心（裝備步兵）
- 3式攜板背心（裝備大韓民國陸軍特戰司令部）
- Crye Precision AVS（僅裝備第707特殊任務團）
- Crye Precision JPC 2.0（僅裝備第707特殊任務團）
- Ferro Concepts FCPC V5（僅裝備第707特殊任務團）

#### 戰術頭盔
- KH-B2000
- BMI E-SEL（裝備大韓民國陸軍特戰司令部）
- Ops-Core FAST Ballistic（僅裝備第707特殊任務團及憲兵特別任務隊）
- Ops-Core FAST SF（僅裝備第707特殊任務團）
- Team Wendy EXFIL LTP Ballistic（僅裝備第707特殊任務團及憲兵特別任務隊）
- Crye Precision Airframe Helmet（僅裝備第707特殊任務團）

#### 抗噪耳機
- MSA Sordin
- Earmor M32（僅裝備憲兵特別任務隊）
- 3M Peltor Comtac III／XPI（僅裝備大韓民國陸軍特戰司令部）
- Ops-Core AMP（僅裝備第707特殊任務團）

#### 夜視儀
- AN/PVS-14
- GPNVG-18（僅裝備大韓民國陸軍特戰司令部及憲兵特別任務隊）

### 重型裝備
主力戰車方面，擁有老舊的M48巴頓式主力戰車、K1主力戰車和K1A1主力戰車等三型，共計2,350輛。新型的K2黑豹式主力戰車於2012年開始量產後，已逐漸取代M48巴頓式主力戰車，這型戰車將配有1,500匹馬力水冷式柴油引擎、120公釐L55滑膛砲和先進反應裝甲，其射控系統類似美國陸軍的M1A2艾布蘭式主力戰車和法國陸軍的雷克勒主力戰車。
此外，韓國陸軍還擁有2,700辆裝甲車輛、5,900门火炮与多管火箭炮。而K-239多管火箭炮已進入生產階段並曾外銷波蘭；K9自走砲已進入生產階段並曾外銷土耳其、澳洲、印度、波蘭、挪威、芬蘭、埃及、愛莎尼亞。K-200步兵戰鬥車等系列大量進入部隊服役，並被派赴海外參與聯合國維和行動。KAFV裝甲戰鬥車計畫換裝90公釐火砲、40公釐榴彈槍、M230-1 30公釐鏈砲或Mk 30 30公釐鏈砲以增強火力。
雖然陸基防空砲兵係由韓國陸軍指揮，但防空飛彈系統則由韓國空軍負責管制。防砲系統除35公釐GDF-003防空快砲外，尚有40公釐和20公釐防空機砲，近來還採購一批K-30（飛虎 Biho，韓文：비호）雙聯裝35公釐自走防空砲車加強低空防禦能力，目前還配備三種肩射防空飛彈，分別是美國的刺針式、法國的西北風式和英國的標槍式系統。最新的可機動K-SAM飛馬（Pegasus）防空飛彈和勝利女神改裝的玄武三型彈道飛彈也將開始服役。
韓國陸軍的裝備以往多靠美國供應，但透過自製、技術轉移和授權生產，也自行生產K1主力戰車、K-200步兵戰鬥車、K-9自走砲等裝甲車輛和火砲。此外，俄羅斯為了抵償蘇聯時代的債務而向韓國提供了T-80U戰車、BMP-3步兵戰車、AT-7反戰車飛彈和SA-16肩射防空飛彈等俄系軍用裝備，這批武器裝備多供實驗用途，K2主戰坦克其爆炸式反應裝甲技術即來自於此。
600架直升机。

## 軍階
| 中文軍階                | 軍銜圖樣 | 韓語軍階及對應漢字 | 英文軍階 |
| ----------------------- | -------- | ------------------ | -------- |
| 帅級軍官（元首）        |          |                    |          |
| 元帅                    |          | 원수／元帅         |          |
| 將級軍官（將軍 (軍銜)） |          |                    |          |
| 大將                    |          | 대장／大將         |          |
| 中將                    |          | 중장／中將         |          |
| 少將                    |          | 소장／少將         |          |
| 准將                    |          | 준장／准將         |          |
| 校級軍官（영관／領官）  |          |                    |          |
| 大校                    |          | 대령／大領         |          |
| 中校                    |          | 중령／中領         |          |
| 少校                    |          | 소령／少領         |          |
| 尉級軍官（위관／尉官）  |          |                    |          |
| 大尉                    |          | 대위／大尉         |          |
| 中尉                    |          | 중위／中尉         |          |
| 少尉                    |          | 소위／少尉         |          |
| 準軍官（准士官）        |          |                    |          |
| 准尉                    |          | 准尉               |          |
| （副士官）              |          |                    |          |
| 元士                    |          | 원사 / 元士        |          |
| 上士                    |          | 상사／上士         |          |
| 中士                    |          | 중사／中士         |          |
| 下士                    |          | 下士               |          |
| 士兵（병／兵）          |          |                    |          |
| 兵長                    |          | 병장／兵長         |          |
| 上兵                    |          | 上兵               |          |
| 一兵                    |          | 一兵               |          |
| 二兵                    |          | 이병／二兵         |          |